# Igreja Presbiteriana na Colômbia (Sínodo Reformado)
A Igreja Presbiteriana na Colômbia (Sínodo Reformado) (em espanhol Iglesia Presbiteriana en Colombia Sínodo Reformado ou IPCSR) - é uma denominação protestante reformada, fundada na Colômbia em 1993, por igrejas e pastores que se separaram da Igreja Presbiteriana da Colômbia, quando esta participou de eventos ecumênicos em prol do acordo de paz entre o governo da Colômbia e as Forças Armadas Revolucionárias da Colômbia e tornou-se tolerante com a Teologia Liberal.
É a segunda maior denominação presbiteriana e reformada do país, conhecida pelo seu trabalho educacional.

## História
Na década de 1970, Augusto Libreros e Gonzalo Castillo, pastores da Igreja Presbiteriana da Colômbia (IPC), e Orlando Fals Borda, membro da IPC, fundaram a Linha de Pesquisa e Ação Social, do qual nasceu um movimento conhecido como “La Rosca”. Apoiados pela Igreja Presbiteriana Unida nos Estados Unidos da América, os membros do grupo manifestavam insatisfação com a teologia cristã tradicional, defendendo uma abordagem social do Cristianismo. Os ideia do movimento foram difundidos pela revista Cristianismo y Sociedad.
Devido as proximidades teológicas com a Teologia da Libertação, os líderes do movimento se aproximaram da Igreja Católica Romana na Colômbia e promoveram o movimento ecumênico nacional.
Sendo assim, na década de 1970, a liderança da IPC identificou o Movimento “La Rosca” como comunista e guerrilheiro, de forma que seus apoiadores, como Orlando Fals Borda e outros foram expulsos da igreja.
Na década de 1980, foi organizado Seminário  Teologia Presbiteriana. Desde então, o movimento ecumênico cresceu novamente na IPC.
Em 1988, as Comunidades Eclesiais de Base, juntamente com outros setores da Igreja Católica Romana e igrejas protestantes organizam o Encontro Ecumênico Nacional de Cristãos para a Vida. Presbiterianos de Barranquilla, Medellín e Bogotá participaram deste encontro liderado pelos pastores David Illidge, Uriel Ramírez e Milcíades Púa. 
Essa participação em um movimento ecumênico foi muito questionada por setores conservadores da IPC, que acusavam pastores e líderes de participarem da política e de serem comunistas.
Consequentemente, no mesmo ano, durante a reunião do Presbitério Central da IPC, um grupo de pastores conservadores se opôs à participação dos pastores que participaram dos eventos ecumênicos. Eles se retiraram da reunião e constituíram outro presbitério, chamado Corporación Presbiterio Central  (CPC).
A partir disso, as igrejas do Presbitério da Costa (Igrejas Tabita e Ebenezer) e Presbitério do Noroeste (Iglesias de Peque, Dabeiba, Jordán e Camparrusia) deixaram seus presbitérios e pediram para ingressar no CPC, por também se oporem ao ecumenismo.
Em 1989, a IPC convocou um sínodo extraordinário e elegeu um novo moderador. Consequentemente, os líderes do CPC foram disciplinados.
Inconformados com a situação, em 1993, os Presbitérios do Sul e Noroeste convocaram uma Reunião Extraordinária de Unidade, na qual uma nova denominação, a Igreja Presbiteriana na Colômbia (Sínodo Reformado) (Iglesia Presbiteriana en Colombia Sínodo Reformado), foi organizada, por estes presbitérios e o CPC.
Enquanto isso, os Presbitérios de Urabá, Antioquia e Costa permaneceram na IPC. Em 12 de setembro de 1996, o IPCSR foi oficialmente registrado no Governo da Colômbia.
Desde então, a denominação cresceu e se espalhou por todo o país, sobretudo no Sul e Noroeste. Em 2004, a IPSR tinha cerca de 5.673 membros em 15 igrejas.
Em 2024, a denominação tinha 6 presbitérios, 170 locais de culto (79 igrejas organizadas e 100 congregações) e 9.205 membros.

## Doutrina
A denominação subrescreve a Confissão de Fé de Westminster, Catecismo Maior de Westminster e Breve Catecismo de Westminster. Além disso, permite a ordenação de mulheres.

## Relações intereclesiásticas
A denominação participa da Aliança de Igrejas Presbiterianas e Reformadas da América Latina.